# Nilo Peçanha, Bahia
Nilo Peçanha là một đô thị thuộc bang Bahia, Brasil. Đô thị này có diện tích 385,381 km², dân số năm 2007 là 12847 người, mật độ 3334 người/km².